# 정안 (고려)
정안(鄭晏)는 고려 후기 ？∼1251(고종 38) 문신.고려 후기의 관인이다. 무신집권자 최우의 처남으로 화를 피하여 남해에서 살며
국가와 반씩 경비를 대어 8만대장경의 일부를 간행하였다. 1251년 최항이 정권을 잡은 후 참지정사에까지 올랐으나 반란을 꾀했다는 죄목으로 백령도로 유배되었다가 살해되었다

## 생애
본관은 하동(河東)이다. 초명은 분(奮)이고, 자는 화경(和卿)이며, 호는 일암거사(逸庵居士)이다.
평장사 숙첨(叔瞻)의 아들이며, 무신집권자 최우(崔瑀)의 처남이다.
젊었을 때 과거에 급제하였으며, 음양·산술·의약·음률 등에도 정통하였다.
여러 벼슬을 거쳐 진양(晉陽)의 수령으로 부임하였으나 노모를 모시기 위해 벼슬을 그만두고 하동으로 내려갔다.
뒤에 최우의 추천으로 국자좨주(國子祭酒)를 거쳐 동지공거(同知貢擧) 등을 역임하였다.
그러나 최우가 정권을 농단하는 것을 보고는 자신에게 화가 미칠까 두려워하여 남해(南海)에 물러가 살았다.
그곳에서 사재를 털어 정림사(定林寺)를 세우고 국가와 반씩 경비를 대어 8만대장경의 일부를 간행하였다.
1251년(고종 38) 최우의 아들 최항(崔沆)이 정권을 잡은 후 지문하성사(知門下省事)를 거쳐 참지정사에 올랐으나
그의 명성이 높은 것을 시기한 최항에 의해 반란을 꾀하였다는 죄목으로 백령도로 유배되었다가 살해되었다

## 가계
- 조부 : 정세유(鄭世猷)
- 조모 : 미상
  - 아버지 : 정숙첨(鄭叔瞻)
  - 어머니 : 미상
  - 숙부 : 정윤당(鄭允當)
    - 누이 : 정씨(鄭氏)
    - 매형 : 최우(崔瑀, 1166~1249)
    - 문신 : 정안(鄭晏)

## 같이 보기
- 관음포
- 정림사